# Kauklahti
Kauklahti (suédois : Köklax, en langue populaire Kökkeli) est un quartier de l'ouest de la ville d'Espoo situé en bordure du Kehä III. 

## Description
Kauklahti compte 10 149 habitants (31.12.2016).
Les centres les plus proches sont Espoon keskus et Espoonlahti. Les quartiers limitrophes sont Kanta-Espoo, Kurttila, Vanttila, Muurala et Gumböle.

## Galerie

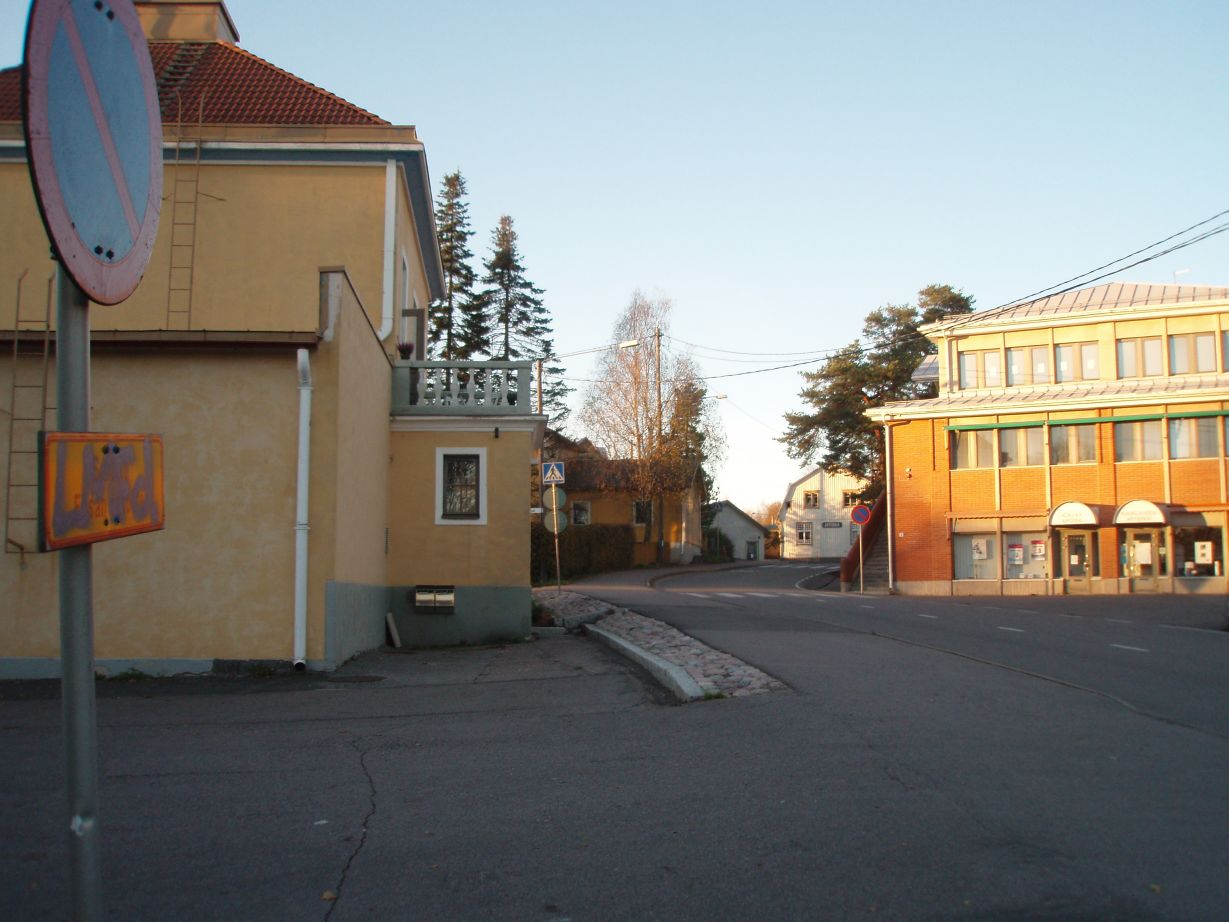
L'ancien village
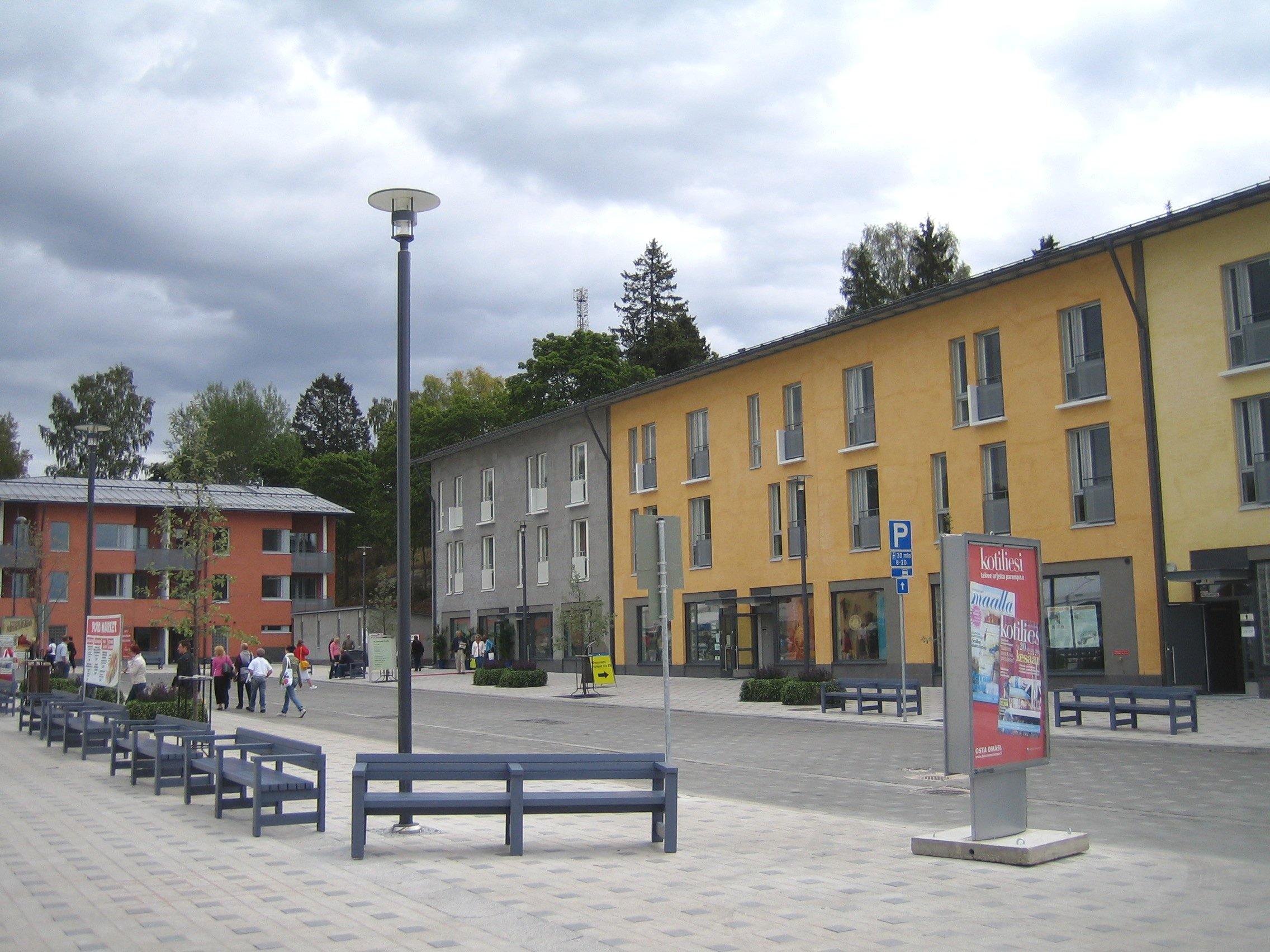
La foire de l'habitat de 2006.
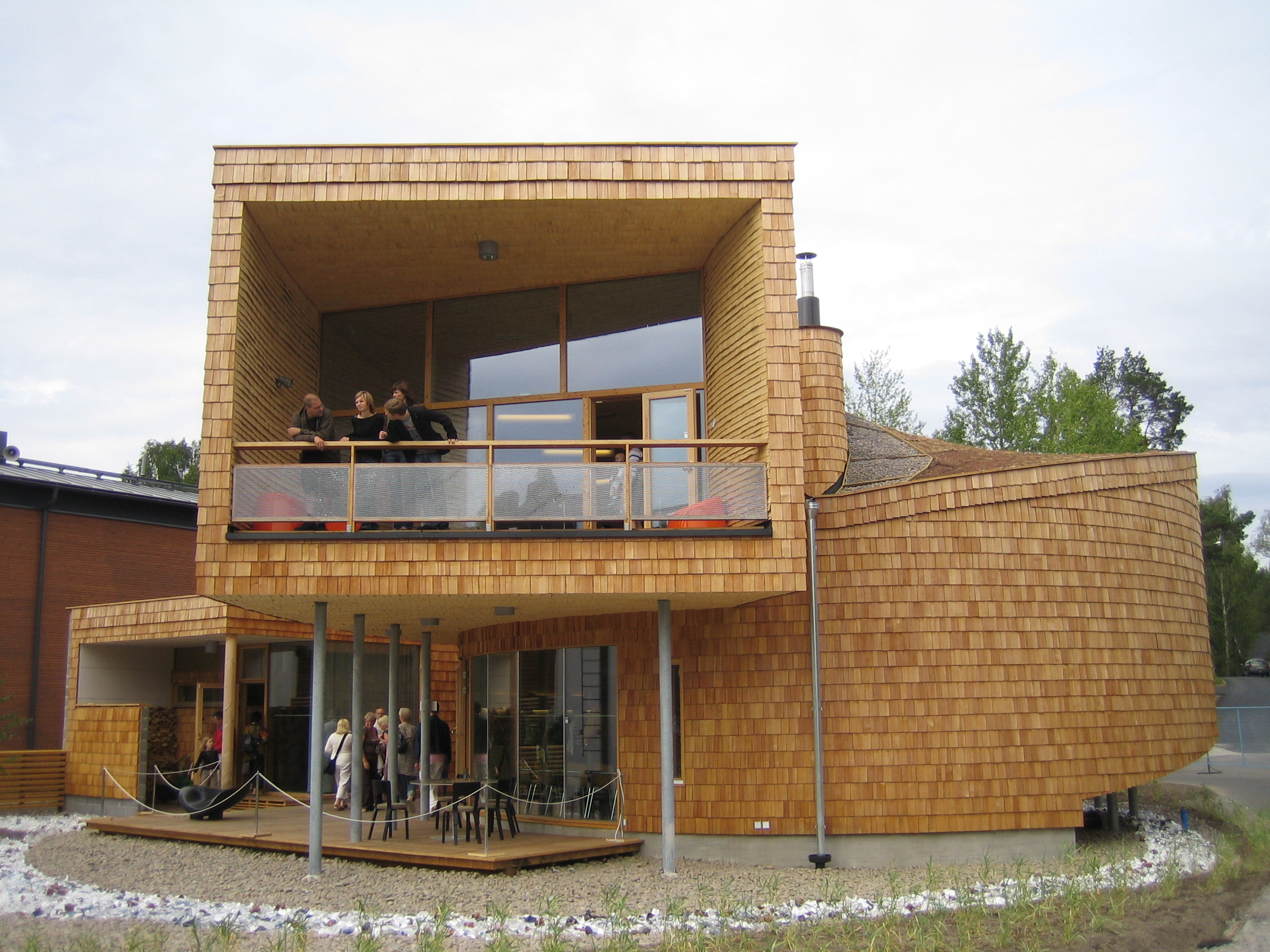
La foire de l'habitat de 2006